# Broom Point
Broom Point is een kaap in de Canadese provincie Newfoundland en Labrador. De kaap bevindt zich aan de westkust van het eiland Newfoundland en maakt deel uit van Nationaal Park Gros Morne.

## Geografie
De in de Saint Lawrencebaai gelegen kaap bevindt zich in het zuidwesten van het Great Northern Peninsula van Newfoundland. Broom Point ligt net geen anderhalve kilometer ten westen van de gemeentegrens van St. Pauls, een kustenclave in het nationaal park. Een kilometer ten zuidoosten van de kaap bevindt zich de monding van de rivier Western Brook.

## Toerisme
Bij de kaap bevindt zich een traditionele houten visserswoning waar de drie gebroeders Mudge tezamen met hun gezinnen woonden van 1941 tot 1975. Vandaag is in het grote rode gebouw een museum over het visserijverleden van de streek gevestigd.
De kaap en zijn directe omgeving zijn bij toeristen ook gekend omwille van de sterk gelaagde rotsformaties die er te zien zijn.

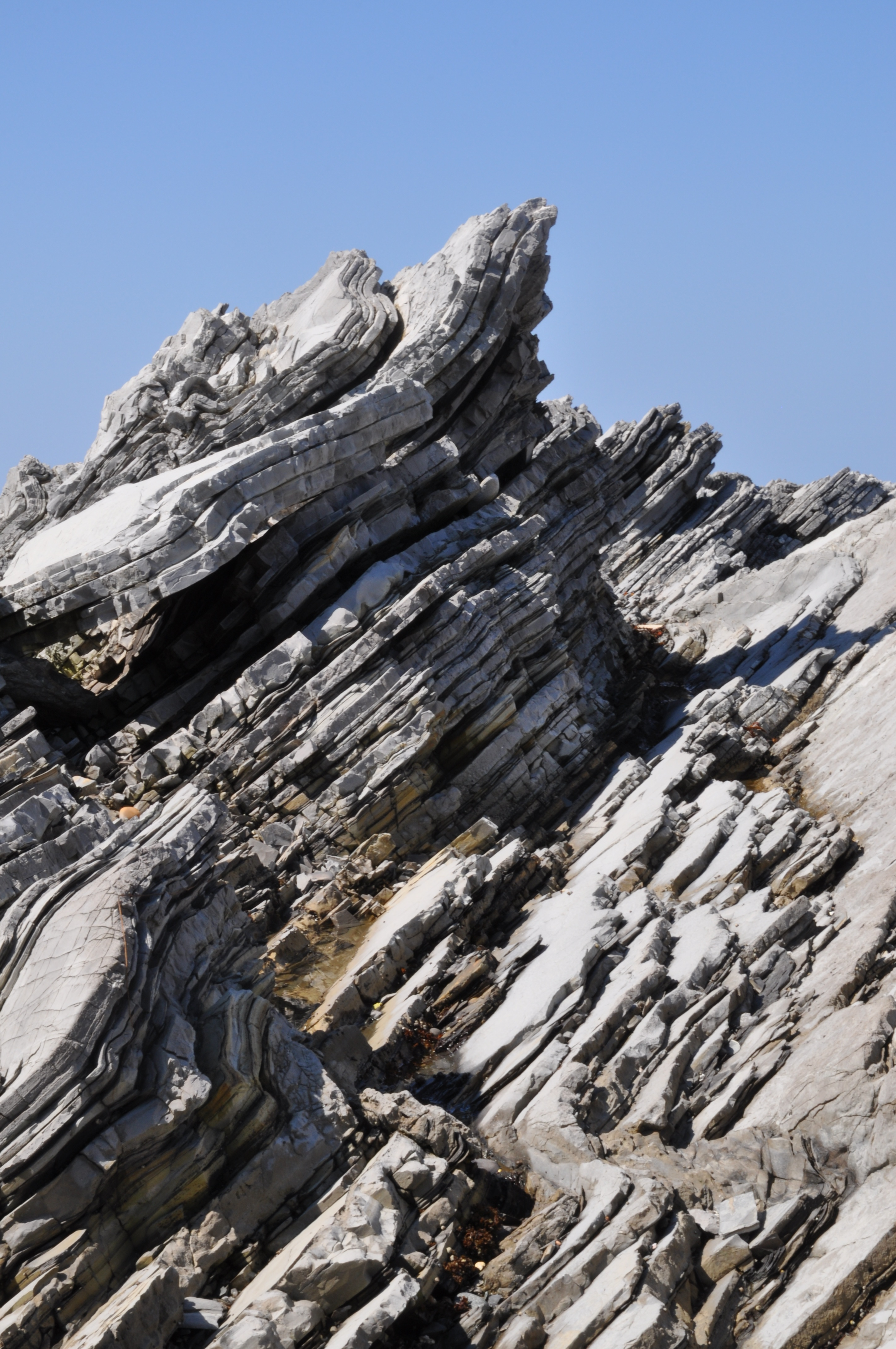
Opmerkelijke rotsformatie nabij Broom Point